# Gino Sopracordevole
Gino Giovanni Sopracordevole (Venecia, 24 de septiembre de 1904-Venecia, 1 de septiembre de 1995) fue un deportista italiano que compitió en remo como timonel.
Participó en los Juegos Olímpicos de París 1924, obteniendo una medalla de plata en la prueba de dos con timonel. Ganó dos medallas en el Campeonato Europeo de Remo, plata en 1923 y bronce en 1924.

## Palmarés internacional
| Juegos Olímpicos   | Juegos Olímpicos | Juegos Olímpicos  | Juegos Olímpicos |
| Año                | Lugar            | Medalla           | Prueba           |
| ------------------ | ---------------- | ----------------- | ---------------- |
| 1924               | París (Francia)  | Medalla de plata  | Dos con timonel  |
| Campeonato Europeo |                  |                   |                  |
| Año                | Lugar            | Medalla           | Prueba           |
| 1923               | Como (Italia)    | Medalla de plata  | Dos con timonel  |
| 1924               | Lucerna (Suiza)  | Medalla de bronce | Dos con timonel  |